# The Four Ancient Books of Wales

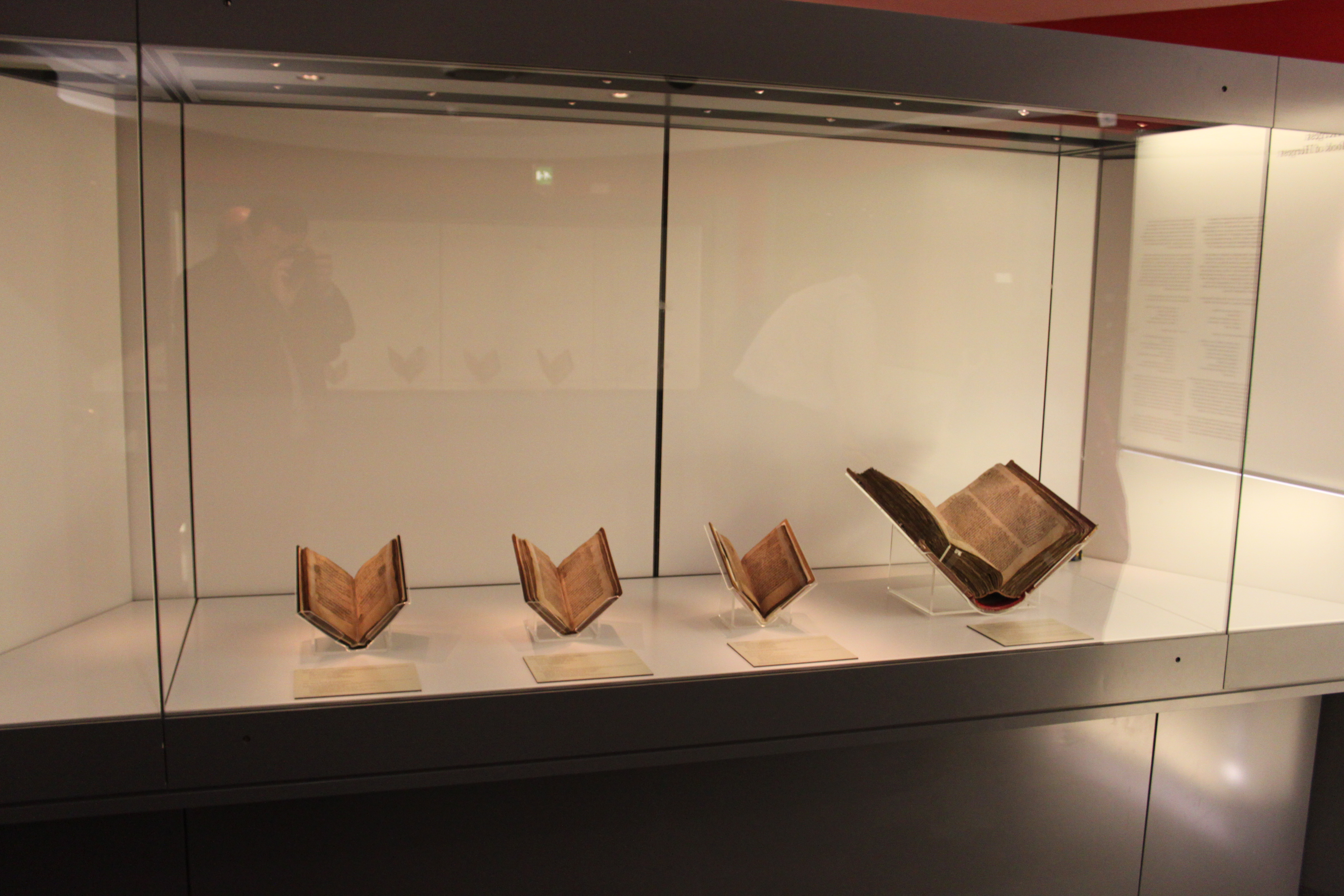
Los manuscritos de (El) Libro negro de Carmarthen, el Libro de Taliesin, el Libro de Aneirin y el Libro rojo de Hergest en la exposición 4 Books: Welsh Icons United (Cuatro libros: Iconos galeses unidos) de la Biblioteca Nacional de Gales (12 de octubre de 2013 - 15 de marzo de 2004).

The Four Ancient Books of Wales (en español, «Los cuatro libros antiguos de Gales») fue un término acuñado por el historiador y anticuario escocés William Forbes Skene para describir los cuatro manuscritos medievales más importantes escritos en galés medio y que datan de los siglos XIII, XIV y XV. Contienen en su mayoría prosa y poesía, algunos son contemporáneos y otros podrían tener su origen en las tradiciones orales de los siglos VI y VII. Estos manuscritos incluyen algunas de las primeras referencias al rey Arturo en lengua galesa.

## Libros
Los cuatro libros incluidos por Skene en su lista son:
- El Libro negro de Carmarthen
- El Libro de Taliesin
- El Libro de Aneirin
- El Libro rojo de Hergest

Skene tradujo y editó los textos principales de The Four Ancient Books of Wales en dos volúmenes que publicó en 1868. Según la crítica contemporánea, el libro de Skene contiene varios errores importantes de transcripción, por lo que la traducción es poco fiable. Skene recibió la ayuda del clérigo y lexicógrafo galés Daniel Silvan Evans, quien probablemente realizó la mayor parte de las traducciones.

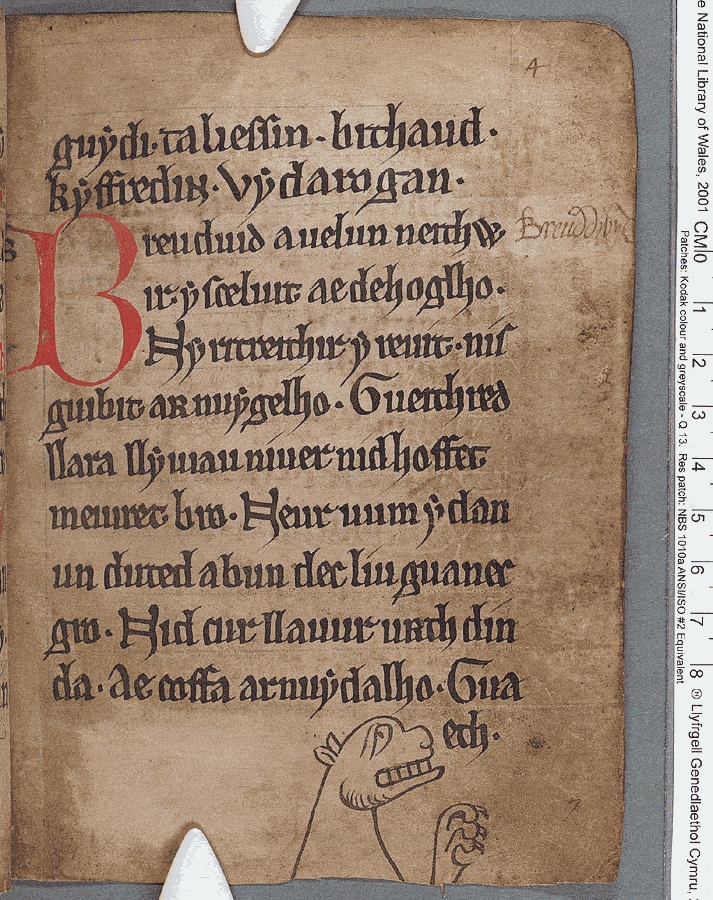
Facsímil de una página del Libro negro de Carmarthen.
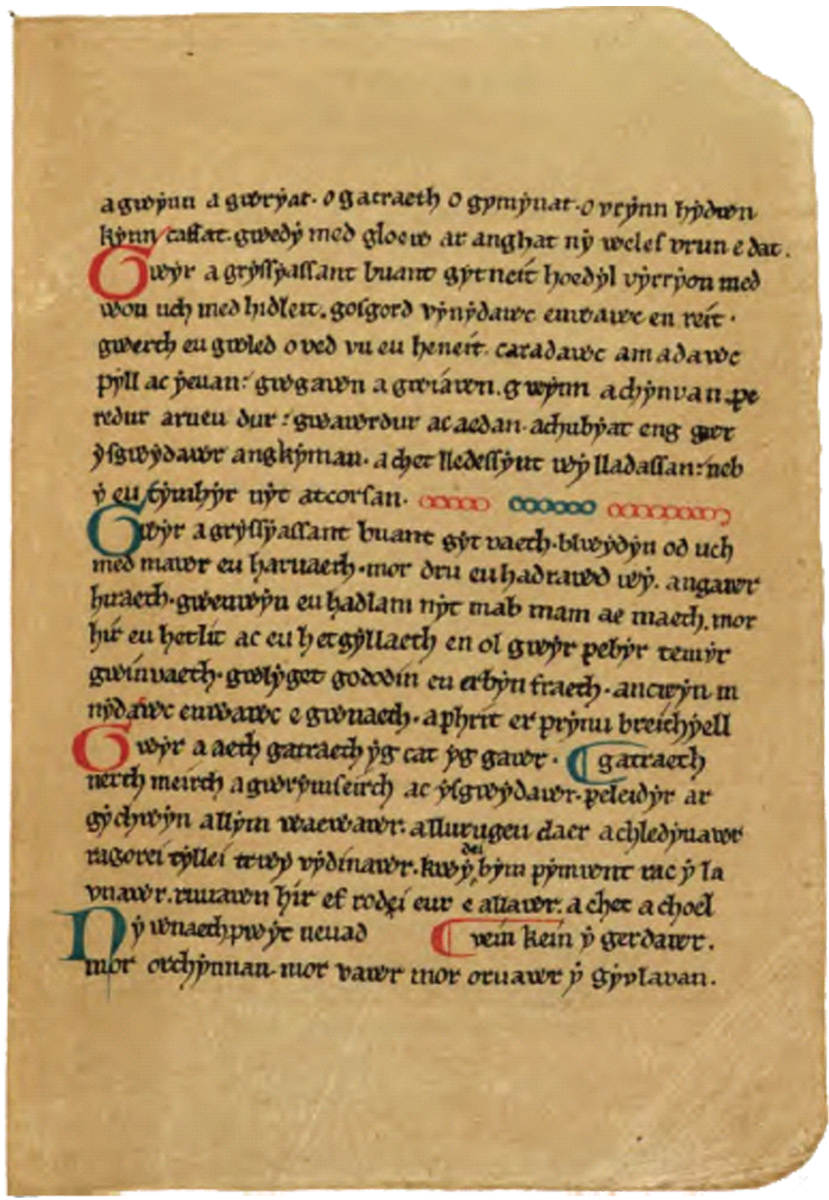
Facsímil de una página del Libro de Aneirin.
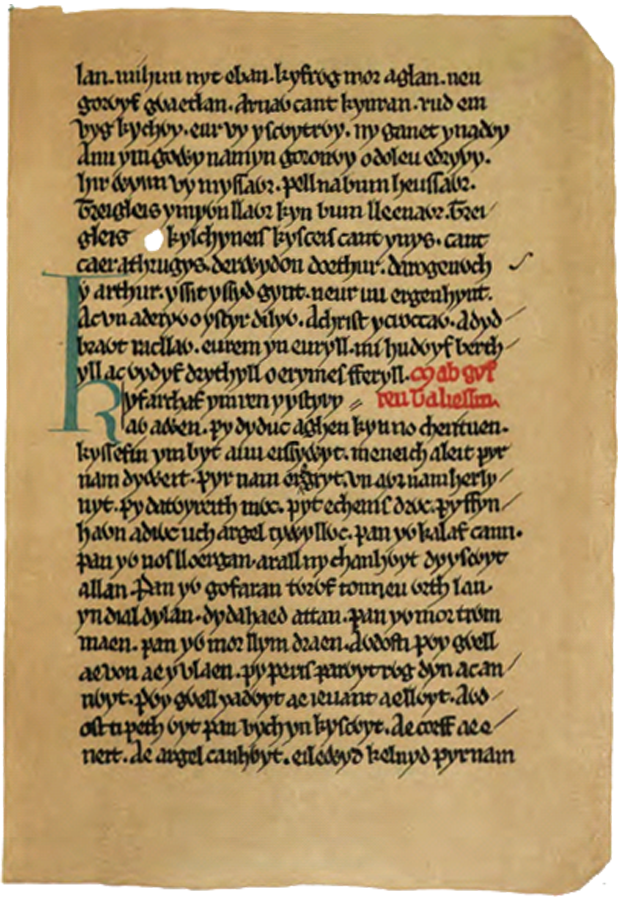
Facsímil de una página del Libro de Taliesin (Folio 13).
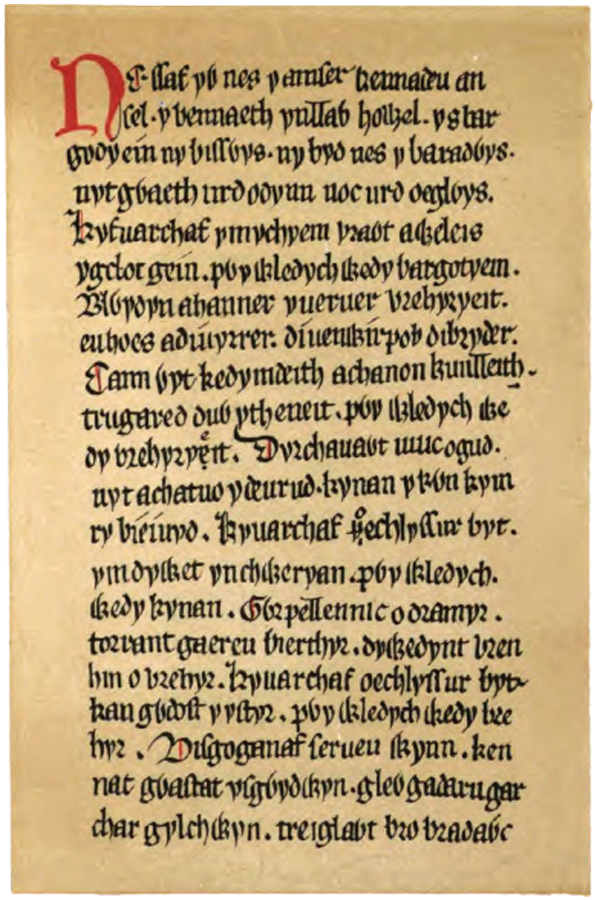
Facsímil de parte de la columna 579 del Libro rojo de Hergest.